# Villino Macchi di Cellere al Sallustiano
Villino Macchi di Cellere al Sallustiano é um palacete eclético localizado na altura do número 55 da Via Sallustiana, no rione Sallustiano de Roma. Foi construído em 1887 por Carlo Pincherle para a família Macchi di Cellere.